# Mathias Pogba
Mathias Fassou Pogba (Conakry, 19 augustus 1990) is een Guinees-Frans voetballer die doorgaans speelt als spits. In maart 2025 tekende hij voor SKN Sint-Niklaas. Pogba maakte in 2013 zijn debuut in het Guinees voetbalelftal en kwam uiteindelijk tot vijf interlandoptredens.

## Clubcarrière
Pogba groeide op in Parijs en speelde in de jeugd van het Spaanse Celta Vigo, samen met zijn broer Florentin. In 2009 sloot de aanvaller zich aan bij Quimper Cornouaille, toen spelend op het vierde niveau. Na één seizoen verdiende hij met een proefperiode een contract bij Wrexham in Engeland. Na twee seizoenen besloot Pogba zijn contract bij de club niet te verlengen. Dit meldde hij pas twee dagen voor de voorbereiding, wat kwaad bloed zette in Wrexham. Vier dagen later tekende de Guineese aanvaller voor twee seizoenen bij Crewe Alexandra.
In juli 2014 tekende hij bij Serie B-club Pescara. Na een half jaar liet hij zijn Italiaanse avontuur achter zich. Pogba ging eind januari 2015 op stage bij ADO Den Haag, maar kreeg hier geen contract. Hij tekende in februari 2015 vervolgens een contract tot het eind van het lopende seizoen bij Crawley Town, op dat moment actief in de League One. Hier speelde Pogba in een half jaar zeventien competitiewedstrijden, waarin hij en zijn ploeggenoten degradatie naar de League Two niet konden vermijden. Hij daalde zelf niet mee af, maar tekende in augustus 2015 een contract tot medio 2016 bij Partick Thistle, de nummer acht van de Scottish Premiership in het voorgaande seizoen. In zijn verbintenis werd een optie voor nog een seizoen opgenomen.
Op 31 augustus 2016 maakte de clubleiding van Partick Thistle bekend dat het contract van Pogba in onderling overleg ontbonden was. Voor die club maakte hij drie doelpunten in zesendertig optredens. Niet veel later volgde het nieuws over zijn overgang naar promovendus Sparta Rotterdam. "Met de komst van Mathias Pogba vergroten we onze diversiteit in de aanval", aldus trainer Alex Pastoor over zijn nieuwe aanwinst. "Naast het feit dat hij groot en sterk is brengt hij ook meer mogelijkheden met zich mee qua speelwijze. Dat komt mede door zijn internationale ervaring, onder andere in de Schotse en Italiaanse competitie." Hij maakte zijn eerste doelpunt voor Sparta op zaterdag 21 januari 2017, toen Pogba als invaller de 1–1 binnenkopte tegen AZ.
Sparta ontbond het contract van Pogba op 10 augustus 2017, omdat Pogba zich niet kon vinden in de rol die de club had voorgesteld. Eind september 2018 vond Pogba in Tours, dat uitkomt in het Championnat National, een nieuwe club. Hierna werd Ciudad Real zijn nieuwe werkgever. Deze club verliet hij na een halfjaar voor competitiegenoot Lorca. In augustus 2020 ging Pogba naar Racing Murcia. Hij speelde een wedstrijd voor het Sloveense Tabor Sežana in 2021 en kwam in het seizoen 2021/22 uit voor Belfort in de Championnat National 2. Na bijna drie jaar zonder club ging Pogba voor SKN Sint-Niklaas spelen.

## Clubstatistieken
| Seizoen | Club                | Competitie             | Competitie | Competitie | Beker | Beker | Internationaal | Internationaal | Totaal | Totaal |
| Seizoen | Club                | Competitie             | Wed.       | Dlp.       | Wed.  | Dlp.  | Wed.           | Dlp.           | Wed.   | Dlp.   |
| ------- | ------------------- | ---------------------- | ---------- | ---------- | ----- | ----- | -------------- | -------------- | ------ | ------ |
| 2009/10 | Quimper Cornouaille | CFA                    | 19         | 2          | 0     | 0     | —              | —              | 19     | 2      |
| 2010/11 | Wrexham             | Conference             | 29         | 4          | 3     | 0     | —              | —              | 32     | 4      |
| 2011/12 | Wrexham             | Conference             | 39         | 11         | 4     | 1     | —              | —              | 43     | 12     |
| 2012/13 | Crewe Alexandra     | League One             | 34         | 12         | 7     | 4     | —              | —              | 41     | 16     |
| 2013/14 | Crewe Alexandra     | League One             | 22         | 5          | 0     | 0     | —              | —              | 22     | 5      |
| 2014/15 | Pescara             | Serie B                | 4          | 0          | 0     | 0     | —              | —              | 4      | 0      |
| 2014/15 | Crawley Town        | League One             | 17         | 2          | 0     | 0     | —              | —              | 17     | 2      |
| 2015/16 | Partick Thistle     | Premiership            | 28         | 2          | 2     | 0     | —              | —              | 30     | 2      |
| 2016/17 | Partick Thistle     | Premiership            | 2          | 0          | 4     | 1     | —              | —              | 6      | 1      |
| 2016/17 | Sparta Rotterdam    | Eredivisie             | 14         | 4          | 2     | 0     | —              | —              | 16     | 4      |
| 2018/19 | Tours               | Championnat National   | 5          | 0          | 0     | 0     | —              | —              | 5      | 0      |
| 2019/20 | Ciudad Real         | Tercera División       | 15         | 2          | 0     | 0     | —              | —              | 15     | 2      |
| 2019/20 | Lorca               | Tercera División       | 7          | 3          | 0     | 0     | —              | —              | 7      | 3      |
| 2020/21 | Racing Murcia       | Tercera División       | 0          | 0          | 0     | 0     | —              | —              | 0      | 0      |
| 2020/21 | Tabor Sežana        | 1. SNL                 | 1          | 0          | 0     | 0     | —              | —              | 1      | 0      |
| 2021/22 | Belfort             | Championnat National 2 | 12         | 0          | 0     | 0     | —              | —              | 12     | 0      |
| 2024/25 | SKN Sint-Niklaas    | Derde provinciale      | 1          | 2          | 0     | 0     | —              | —              | 1      | 2      |
| Totaal  | Totaal              | Totaal                 | 249        | 49         | 22    | 6     | 0              | 0              | 271    | 55     |

## Interlandcarrière
Pogba debuteerde in het Guinees voetbalelftal op 5 februari 2013 in een vriendschappelijke wedstrijd tegen Senegal (1–1). Hij mocht van bondscoach Michel Dussuyer na een uur Mohammed Diarra vervangen. De resterende dertig minuten speelde hij samen met tweelingbroer Florentin.
| Interlands van Mathias Pogba voor Guinee | Interlands van Mathias Pogba voor Guinee | Interlands van Mathias Pogba voor Guinee | Interlands van Mathias Pogba voor Guinee | Interlands van Mathias Pogba voor Guinee | Interlands van Mathias Pogba voor Guinee |
| №                                        | Datum                                    | Wedstrijd                                | Uitslag                                  | Competitie                               | Goals                                    |
| Als speler bij Crewe Alexandra           | Als speler bij Crewe Alexandra           | Als speler bij Crewe Alexandra           | Als speler bij Crewe Alexandra           | Als speler bij Crewe Alexandra           | Als speler bij Crewe Alexandra           |
| ---------------------------------------- | ---------------------------------------- | ---------------------------------------- | ---------------------------------------- | ---------------------------------------- | ---------------------------------------- |
| 1                                        | 5 februari 2013                          | Senegal – Guinee                         | 1 – 1                                    | Vriendschappelijk                        |                                          |
| 2                                        | 24 maart 2013                            | Mozambique – Guinee                      | 0 – 0                                    | WK 2014 kwalificatie                     |                                          |
| Als speler bij Crawley Town              |                                          |                                          |                                          |                                          |                                          |
| 3                                        | 12 juni 2015                             | Guinee – Swaziland                       | 1 – 2                                    | AK 2017 kwalificatie                     |                                          |
| Als speler bij Sparta Rotterdam          |                                          |                                          |                                          |                                          |                                          |
| 4                                        | 24 maart 2017                            | Guinee – Gabon                           | 2 – 2                                    | Vriendschappelijk                        |                                          |
| 5                                        | 6 juni 2017                              | Algerije – Guinee                        | 2 – 1                                    | Vriendschappelijk                        |                                          |

## Erelijst
| EFL Trophy | 1 | 2012/13 |

## Privé
Pogba heeft twee broers die ook professioneel voetballer zijn: zijn tweelingbroer Florentin en zijn jongere broer Paul. Waar Florentin en Mathias gekozen hebben voor Guinee, komt Paul uit voor Frankrijk.
In december 2024 werd Pogba door een rechtbank in Parijs veroordeeld tot een gevangenisstraf van drie jaar, waarvan twee voorwaardelijk, voor zijn aandeel in het afpersen van zijn broer Paul. Die werd in maart 2022 door gewapende mannen gegijzeld. Mathias Pogba kreeg ook een geldboete van 20.000 euro.